# Ctenophthalmus eothenomus
Ctenophthalmus eothenomus är en loppart som beskrevs av Li Kueichen et Huang Guiping 1980. Ctenophthalmus eothenomus ingår i släktet Ctenophthalmus och familjen mullvadsloppor. Inga underarter finns listade i Catalogue of Life.